# Литий-ионный аккумулятор

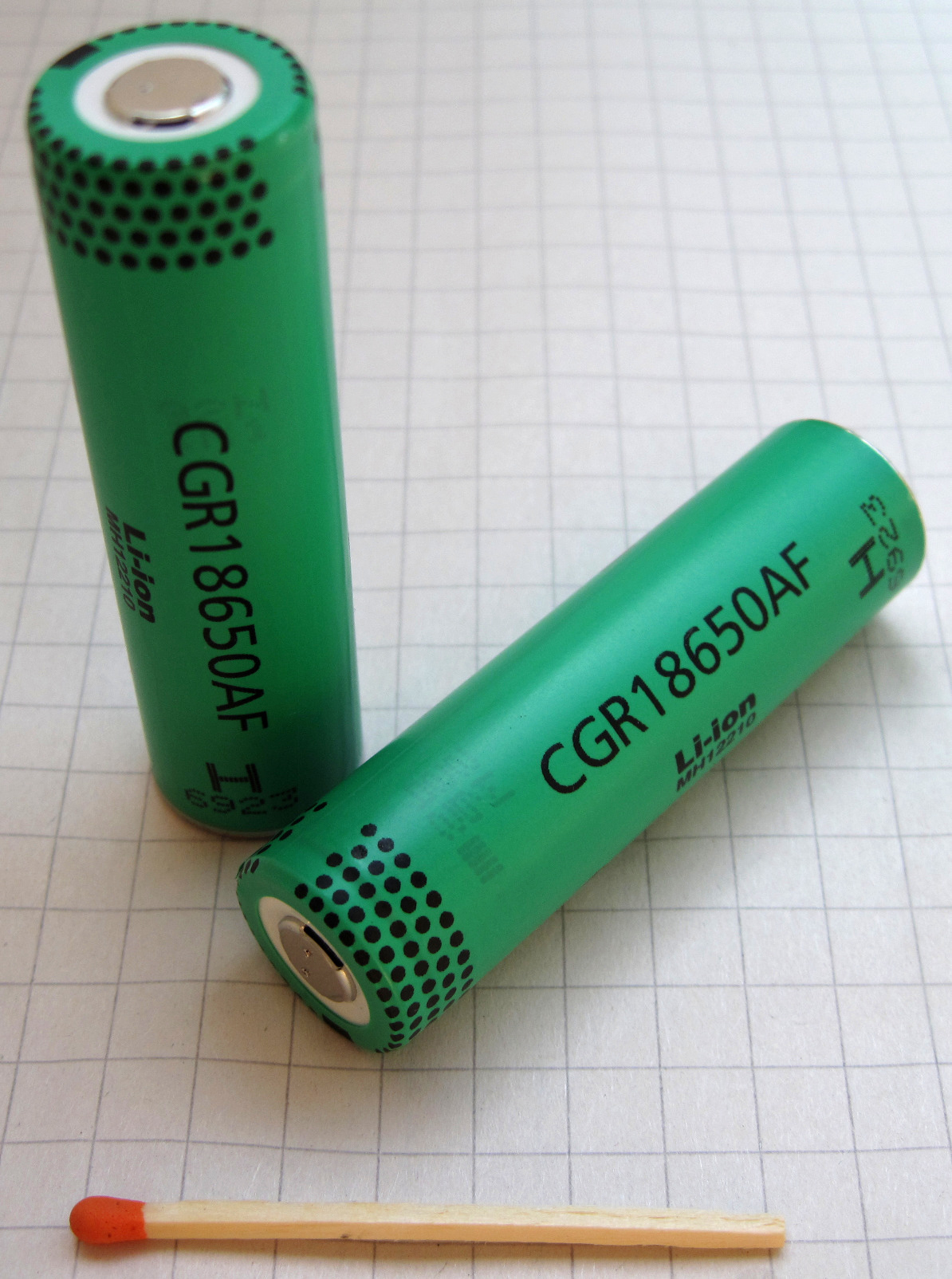
Литий-ионный аккумулятор цилиндрический, типоразмера 18650

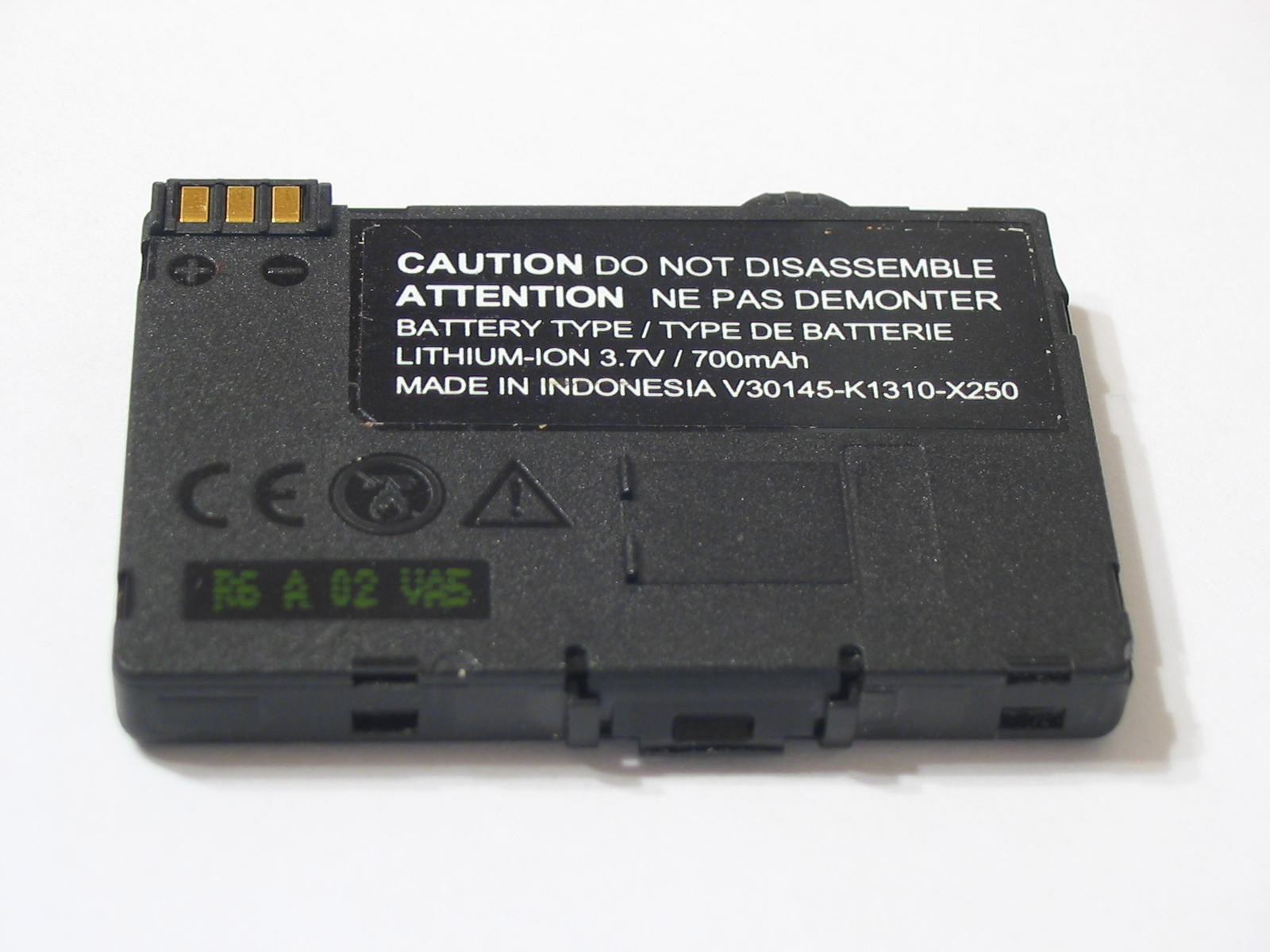
Литий-ионный аккумулятор сотового телефона Siemens, призматический

Литий-ионный аккумулятор (Li-ion) — тип электрического аккумулятора, который широко распространён в электронной технике и находит своё применение в качестве источника энергии в электромобилях и накопителях энергии в энергетических системах. Это самый популярный тип аккумуляторов в таких устройствах как сотовые телефоны, ноутбуки, цифровые фотоаппараты, видеокамеры и электромобили. В 2019 году Уиттингем, Гуденаф и Ёсино получили Нобелевскую премию по химии с формулировкой «За развитие литий-ионных аккумуляторов».

## История
Впервые принципиальная возможность создания литиевых аккумуляторов на основе способности дисульфида титана или дисульфида молибдена включать в себя ионы лития при разряде аккумулятора и экстрагировать их при зарядке была показана в 1970 году Майклом Стэнли Уиттингемом. Существенным недостатком таких аккумуляторов являлось низкое напряжение — 2,3 В и высокая пожароопасность вследствие образования дендритов металлического лития, замыкающих электроды.
Позднее Дж. Гуденафом были синтезированы другие материалы для катода литиевого аккумулятора — кобальтит лития LixCoO2 (1980 год), феррофосфат лития LiFePO4 (1996 год). Преимуществом таких аккумуляторов является более высокое напряжение — около 4 В.
Современный вариант литий-ионного аккумулятора с анодом из графита и катодом из кобальтита лития изобрёл в 1991 году Акира Ёсино. Первый литий-ионный аккумулятор по его патенту выпустила корпорация Sony в 1991 году.
В настоящее время ведутся исследования по поиску материалов на основе кремния и фосфора, обеспечивающих повышенную ёмкость интеркалирования ионов лития и по замене ионов лития на ионы натрия.
Другие исследования уменьшают эффект старения и повышают срок эксплуатации. Например, использование бис-имино-аценафтехинон-парафенилена (Bis-imino-acenaphthenequinone-Paraphenylene, BP) позволит сохранить 95 процентов ёмкости аккумулятора даже после 1700 циклов зарядки.
Уиттингем, Гуденаф и Ёсино получили Нобелевскую премию по химии в 2019 году с формулировкой «За создание литий-ионных батарей».
В 1991 суммарная емкость литий-ионных аккумуляторов составляла 130 КВт·ч, а в 2021 году – 500 ГВт·ч

## Типы литий-ионных аккумуляторов
В зависимости от химического состава и устройства (LMO, LCO, NCA, NMC, LFP, LTO,…), литий-ионные разделяются на типы, сильно различающиеся потребительскими качествами.

### Литий-кобальтовые (ICR)
Эта разновидность имеет самую высокую ёмкость, но требовательны к условиям работы, имеют весьма ограниченный ресурс. Рабочий диапазон напряжений — от 3 до 4,2 В. Самая высокая удельная энергоемкость — до 250 Втч/кг, пиковый ток разряда — не более двух ёмкостей (то есть аккумулятор 2 Ач имеет разрешённый ток 4 А), длительный ток разряда — не более одной ёмкости.
Температура длительного хранения аккумуляторов — −5 °C при 40-50 % заряда. Литий-кобальтовые аккумуляторы взрывоопасны и могут воспламеняться при перегреве или вследствие глубокого разряда. По этим причинам они обычно снабжаются защитной платой и имеют маркировку Protected. Напряжение разряда — не ниже 3 В. Взрывоопасны при повреждении корпуса, быстро стареют (средний срок жизни — 3-5 лет, в циклах «заряд-разряд» — не более 500). Нежелательна зарядка большим током. Крайне токсичны при воспламенении.

### Литий-никель-марганец-кобальт-оксидный (NMC)
Аккумуляторы номинальным напряжением 3,7 вольта, диапазон от 2,6 до 4,3 вольта, плотность энергии до 200 Втч/кг, токоотдача до двух ёмкостей, ресурс при разряде до минимума более 1000 циклов, при частичном 5000 циклов и более. Взрывопожаробезопасность высокая, высокая теплостойкость.

### Литий-никель-кобальт-алюминий-оксидный (NCA)
Удельная плотность энергии в аккумуляторах данного типа: 200–260 (Вт•ч/кг). Выдерживают до 500 циклов зарядки-разрядки.
Преимуществами аккумуляторов данного типа являются высокая удельная энергоемкость, длительный срок службы и высокая удельная мощность. Они применяются в промышленности, электротранспорте, медицинской технике.

### Литий-марганцевые (IMR или INR)
Более долговечны и безопасны, чем кобальтовые, допустима зарядка большим током. Рабочий диапазон напряжений — от 2,5 до 4,2 В. Удельная энергоемкость — 140—150 Втч/кг. Ресурс — порядка 5-6 лет — до 1000 циклов «заряд-разряд». Высокий ток под нагрузкой — до 5 ёмкостей. Предельная граница разряда — 2,5 В, однако возможно снижение ресурса. INR-аккумуляторы редко снабжают защитной платой, но зарядная цепь всегда имеет ограничение по напряжению. Неработоспособны ниже −10 °C. Достаточно безопасны в использовании, не взрываются и не воспламеняются. Имеют низкий саморазряд.

### Литий железофосфатные аккумуляторы (LiFePO4, LiFe, LFP, IFR)
Рабочий диапазон напряжений — от 2 до 3,65 В, номинальное напряжение — 3,2 В. Удельная энергоемкость — примерно 150 Втч/кг. Ресурс — 10-20 лет, примерно 1500-3000 циклов «заряд-разряд» (до 8000 в мягких условиях). Высокий ток под нагрузкой (до 10 ёмкостей) и стабильное напряжение разряда идеальны для электромобилей,
велосипедов, и подобных применений. Разряд вблизи нижней границы напряжения (2 В) может снижать ресурс. Допустима зарядка большим током с сохранением безопасности. При самых тяжёлых условиях эксплуатации не выделяют газа, не взрываются и не возгораются.

### Литий-титанатные аккумуляторы (LTO)
Наивысшая долговечность и широкий температурный интервал работы. Рабочий диапазон напряжений и от 1,6 до 2,7 В, номинальное напряжение — 2,3 В. Удельная энергоёмкость — примерно 100 Втч/кг. Ресурс — более 15 000 циклов «заряд-разряд». Температурный диапазон и от −60 °C до +60 °C. Имеет очень низкое сопротивление, позволяющее использовать сверхбыстрый заряд, и низкий саморазряд, примерно 0,02 % в сутки.

## Технические показатели

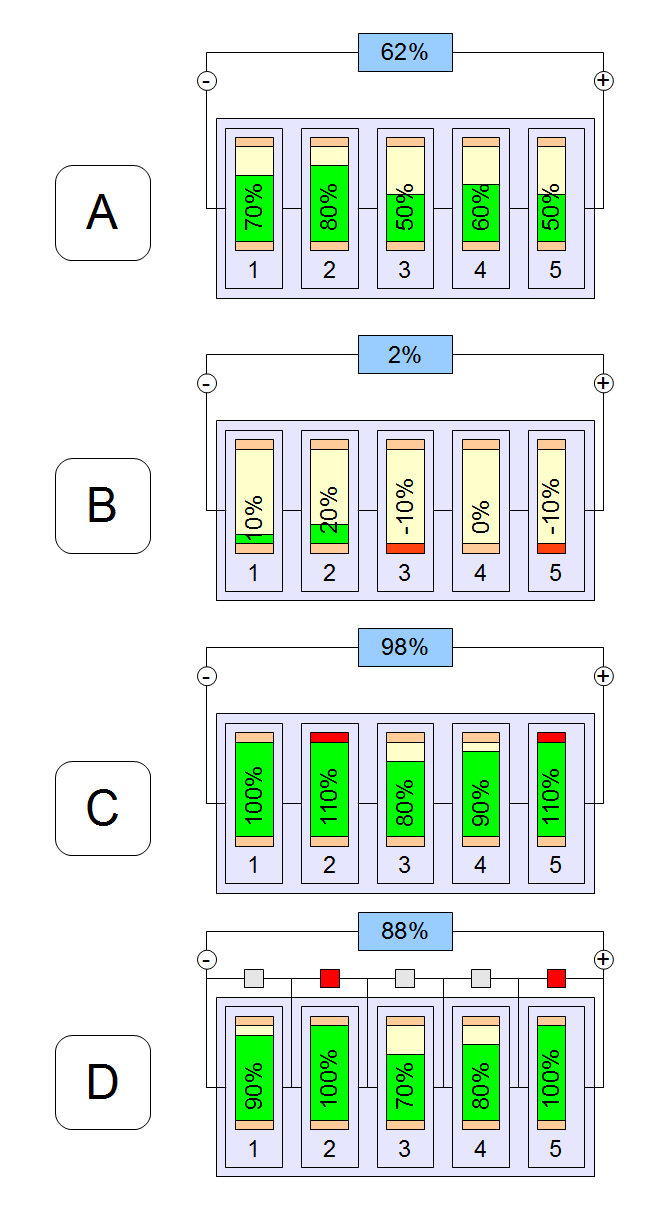
При использовании литий-ионных аккумуляторов в составе батарей без балансирующего устройства часть из них окажется переразряженной (B) при работе батареи или перезаряженной (C) либо не дозаряженной (D) до номинальной ёмкости во время зарядки батареи

Основные показатели элементов, зависящие от химсостава, находятся в следующих пределах:
- напряжение единичного элемента:
  - максимальное: 4,2 В (или 4,35/4,40 В для высоковольтных);[7]
  - минимальное: 2,5 В (или 2,8/3,0 В для высоковольтных);
- удельная энергоёмкость: 110…325 Вт·ч/кг;[8]
- внутреннее сопротивление: 4…15 мОм;[9]
- число циклов заряд-разряд до снижения ёмкости до 80 %: 600;
- время быстрого заряда: 1 час;
- саморазряд зависит от температуры хранения и степени заряда. При температуре 25 °C и заряде 100 % ≈1,6 % в месяц;
- ток нагрузки относительно ёмкости С, представленной в А·ч:
  - постоянный: до 5С;
  - импульсный: до 50С;
  - оптимальный: до 1С;
- диапазон рабочих температур: от −20 °C до +60 °C (оптимальная +23 °C);[10]

## Защитные устройства аккумулятора

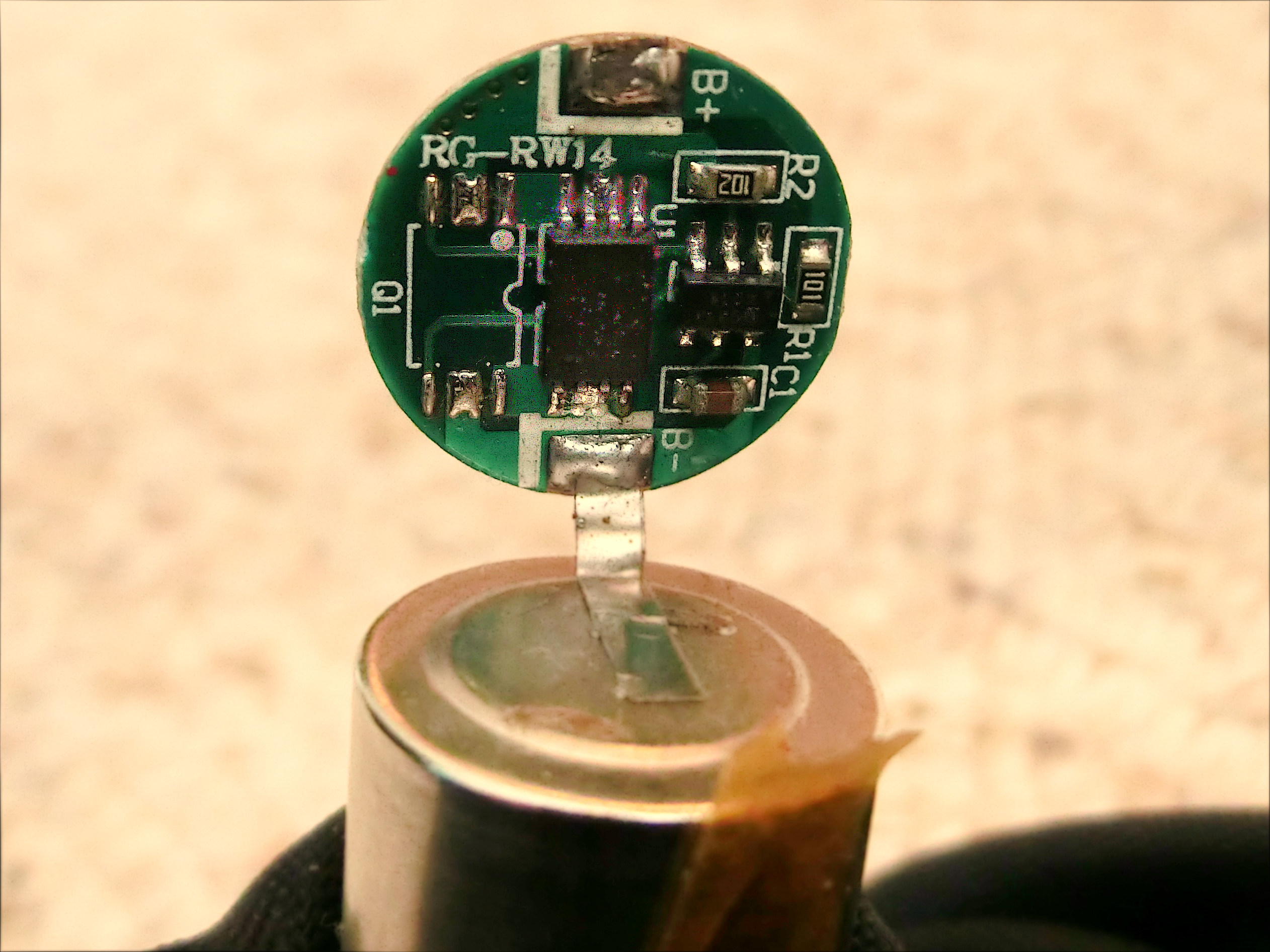
Контроллер заряда/разряда (плата защиты) цилиндрического литий-ионного аккумулятора, конструкционно припаянный к отрицательному контакту аккумулятора и обратной фольгированной стороной выполняющий его функции. На снимке частично демонтирован и отсоединён от проводника, идущего к положительному контакту аккумулятора

Почти всегда в корпус аккумулятора встроен контроллер (или PCM-плата (англ. Protection Circuit Module)), который управляет зарядкой и защищает аккумулятор от превышения напряжения заряда, чрезмерного разряда и превышения температуры, приводящих к преждевременной деградации или разрушению. Также этот контроллер может ограничивать ток потребления, защищать от короткого замыкания. Тем не менее, надо учитывать, что не все аккумуляторы снабжаются защитой. Производители могут не устанавливать её в целях снижения стоимости, веса, а также в устройствах, в которых встроен контроллер защиты, в аккумуляторных батареях (например, ноутбуков) используются аккумуляторы без встроенной платы защиты.
Литиевые аккумуляторы имеют специальные требования при подключении нескольких ячеек последовательно. Зарядные устройства для таких многосоставных аккумуляторов с ячейками или сами аккумуляторные батареи снабжаются схемой балансировки ячеек. Смысл балансировки в том, что электрические свойства ячеек могут немного различаться, и какая-то ячейка достигнет полного заряда/разряда раньше других. При этом необходимо прекратить заряд этой ячейки, продолжая заряжать остальные, так как перезаряд литий-ионных аккумуляторов выводит их из строя. Эту функцию выполняет специальный узел — балансир (или BMS-плата (англ. Battery Management System)). Он шунтирует заряженную ячейку так, чтобы ток заряда шёл мимо неё. Балансиры одновременно выполняют как функцию платы защиты в отношении каждого из аккумуляторов, так и батареи в целом.
Зарядные устройства могут поддерживать конечное напряжение заряда в диапазоне 4,15—4,25 В.
Существуют литий-ионные и литий-полимерные аккумуляторы типоразмеров АА и ААА с напряжением 1,5 В. Они имеют не только схему защиты, но также встроенный электронный преобразователь напряжения (англ. DC-DC converter). Отличие таких аккумуляторов — стабилизированное напряжение на контактах в 1,5 В вне зависимости от рабочего напряжения самой ячейки аккумулятора и его моментальное обнуление, когда литиевая ячейка разряжается до нижнего допустимого предела и срабатывает защита от чрезмерного разряда. Такие аккумуляторы можно спутать с похожими по размерам аккумуляторами 14500 и 10440 напряжением 3,7 В, а также с незаряжаемыми одноразовыми литиевыми элементами питания. Все они различаются маркировкой.
Из-за высокой пожароопасности литиевых батарей предпринимаются попытки перехода на БМС с полностью открытым исходным кодом, например, проект «foxBMS».

## Устройство

Литий-ионный аккумулятор. Схема работы

Литий-ионный аккумулятор состоит из электродов (катодного материала на алюминиевой фольге и анодного материала на медной фольге), разделённых пористым сепаратором, пропитанным электролитом. Пакет электродов помещён в герметичный корпус, катоды и аноды подсоединены к клеммам-токосъёмникам. Корпус иногда оснащают предохранительным клапаном, сбрасывающим внутреннее давление при аварийных ситуациях или нарушениях условий эксплуатации. Литий-ионные аккумуляторы различаются по типу используемого катодного материала. Переносчиком заряда в литий-ионном аккумуляторе является положительно заряженный ион лития, который имеет способность внедряться (интеркалироваться) в кристаллическую решётку других материалов (например, в графит, оксиды и соли металлов) с образованием химической связи, например: в графит с образованием LiC6, оксиды (LiMnO2) и соли (LiMnRON) металлов.
Первоначально в качестве отрицательных пластин применялся металлический литий, затем — каменноугольный кокс. В дальнейшем стал применяться графит. Применение оксидов кобальта позволяет аккумуляторам работать при значительно более низких температурах, повышает количество циклов разряда/заряда одного аккумулятора. Распространение литий-железо-фосфатных аккумуляторов обусловлено их относительно низкой стоимостью. Литий-ионные аккумуляторы применяются в комплекте с системой контроля и управления — СКУ или BMS (battery management system), — и специальным устройством заряда/разряда.
В настоящее время в массовом производстве литий-ионных аккумуляторов используются три класса катодных материалов:
- кобальтат лития LiCoO2 и твёрдые растворы на основе изоструктурного ему никелата лития
- литий-марганцевая шпинель LiMn2O4
- литий-феррофосфат LiFePO4.

Электрохимические схемы литий-ионных аккумуляторов:
- литий-кобальтовые LiCoO2 + 6C → Li1-xCoO2 + LiC6
- литий-ферро-фосфатные LiFePO4 + 6C → Li1-xFePO4 + LiC6

Благодаря низкому саморазряду и большому количеству циклов заряда/разряда, Li-ion-аккумуляторы наиболее предпочтительны для применения в альтернативной энергетике. При этом, помимо системы СКУ они укомплектовываются инверторами (преобразователи напряжения).

## Преимущества
- Низкий саморазряд.
- Высокая токоотдача.
- Большое число циклов заряд-разряд.
- Не требуют обслуживания.

## Недостатки
Широко применяемые литий-ионные аккумуляторы при перезаряде, несоблюдении условий заряда или при механическом повреждении часто бывают чрезвычайно огнеопасными.
- Огнеопасны
- Теряют работоспособность при переразряде
- Теряют ёмкость на холоде

### Экологические проблемы
Добыча лития, основного элемента для аккумуляторов, вызывает серьезные экологические проблемы, так как получение одной тонны лития требует 2 млн литров воды, что приводит к загрязнению почвы и разрушению биосистем. Для производства литий-ионных аккумуляторов электромобилей требуется на 50% больше воды, чем на производство двигателей внутреннего сгорания. Кобальт, еще один необходимый элемент, является опасным токсическим веществом в различных соединениях, что делает сложнее и дороже как производство аккумуляторов, так и их утилизацию. Утилизация аккумуляторов, содержащих платину, литий и другие элементы, может нанести ущерб окружающей среде. Имеющиеся технологии их переработки слишком энергоемки и дают низкокачественное сырье. 

### Взрывоопасность

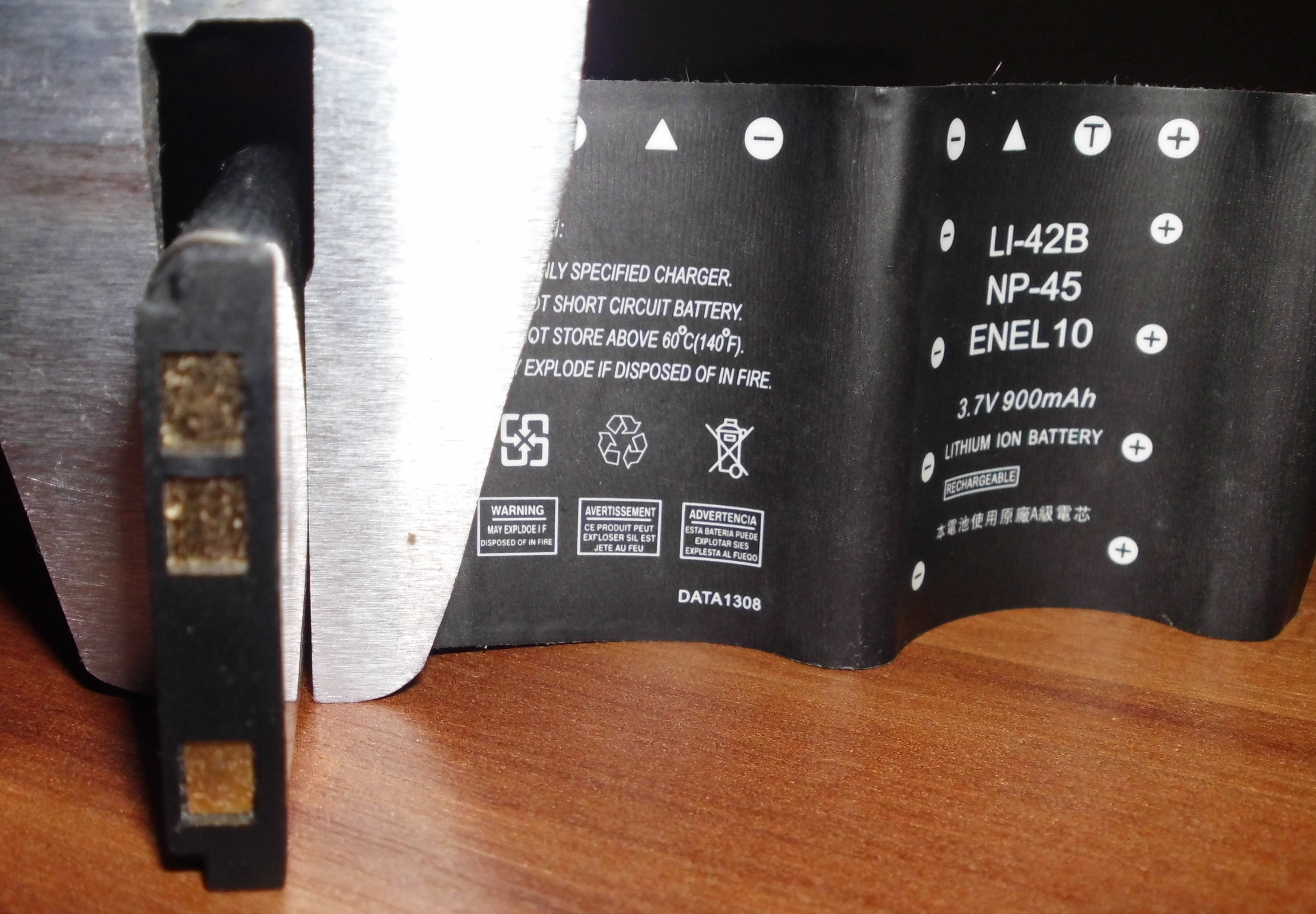
Вздувшийся литий-ионный аккумулятор в плоском алюминиевом корпусе типоразмера ENEL10 (Li-42B, NP-45). Бумажная этикетка снята

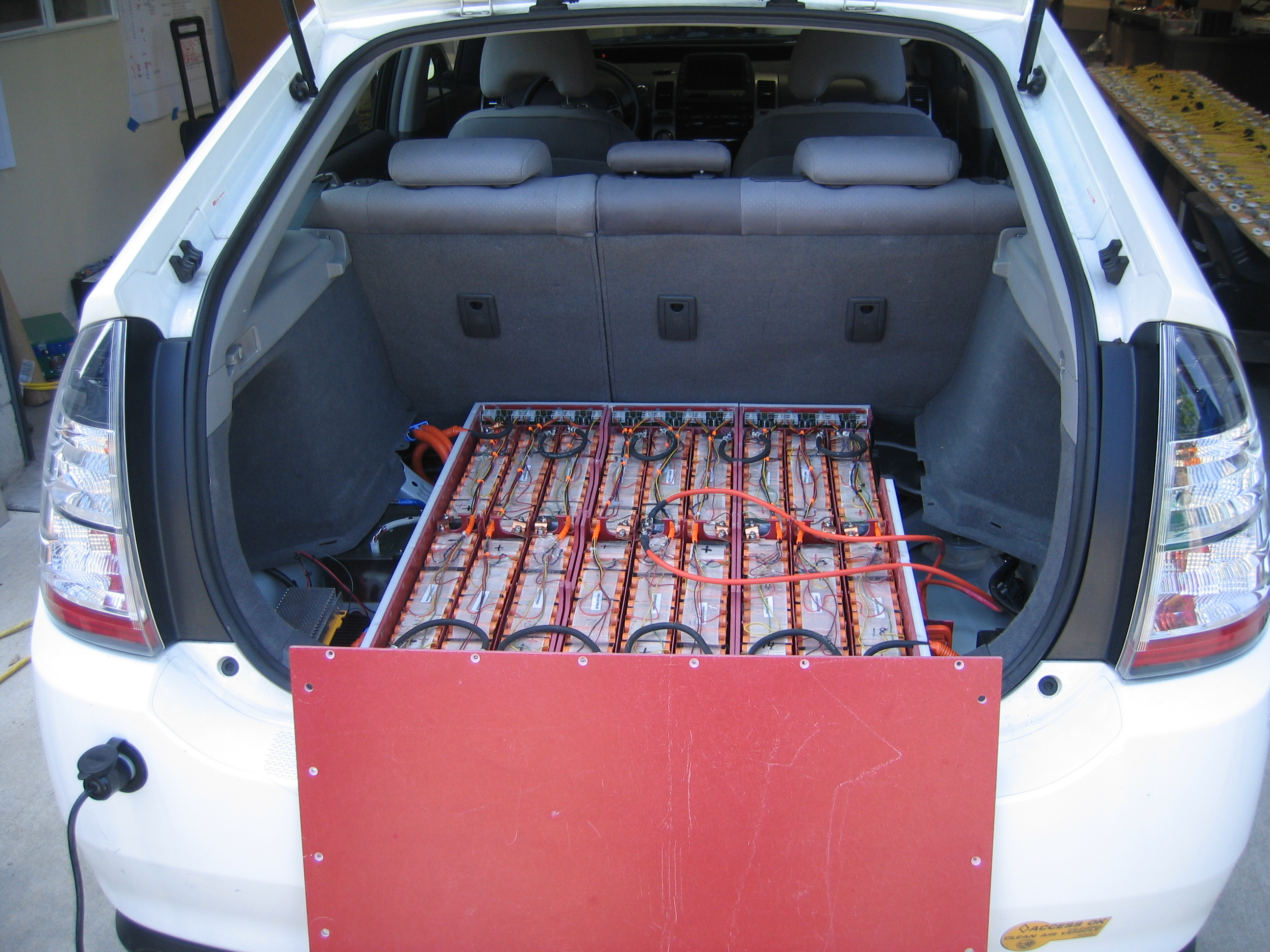
Литий-ионная аккумуляторная батарея гибридного автомобиля

Аккумуляторы Li-ion первого поколения были подвержены взрывному эффекту. Это объяснялось тем, что в них использовался анод из металлического лития, на котором в процессе многократных циклов зарядки/разрядки возникали пространственные образования (дендриты), приводящие к замыканию электродов и, как следствие, возгоранию или взрыву. Этот недостаток удалось окончательно устранить заменой материала анода на графит. Подобные процессы происходили и на катодах литий-ионных аккумуляторов на основе оксида кобальта при нарушении условий эксплуатации (перезарядке). Литий-ферро-фосфатные аккумуляторы полностью лишены этих недостатков.
Литиевые аккумуляторы изредка проявляют склонность к взрывному самовозгоранию. Интенсивность горения даже от миниатюрных аккумуляторов такова, что может приводить к тяжким последствиям. Авиакомпании и международные организации принимают меры к ограничению перевозок литиевых аккумуляторов и устройств с ними на авиатранспорте.
Самовозгорание литиевого аккумулятора очень плохо поддаётся тушению традиционными средствами. В процессе термического разгона неисправного или повреждённого аккумулятора происходит не только выделение запасённой электрической энергии, но и ряд химических реакций, выделяющих вещества для поддержания горения, горючие газы от электролита, а также, в случае не LiFePO4-электродов, выделяется кислород. Потому вспыхнувший аккумулятор способен гореть без доступа воздуха и для его тушения непригодны средства изоляции от атмосферного кислорода. Более того, металлический литий активно реагирует с водой с образованием горючего газа водорода, потому тушение литиевых аккумуляторов водой эффективно только для тех видов аккумуляторов, где масса литиевого электрода невелика. В целом тушение загоревшегося литиевого аккумулятора неэффективно. Целью тушения может быть лишь снижение температуры аккумулятора и предотвращение распространения пламени.

### Эффект памяти
Традиционно считалось, что, в отличие от Ni-Cd- и Ni-MH-аккумуляторов, Li-Ion-аккумуляторы полностью избавлены от эффекта памяти. По результатам исследований учёных Института Пауля Шерера (Швейцария) в 2013 году этот эффект всё-таки был обнаружен, но оказался ничтожен.
Причиной его является то, что основой работы батареи являются процессы высвобождения и обратного захвата ионов лития, динамика которых ухудшается в случае неполной зарядки.
Во время зарядки ионы лития один за другим покидают частицы литий-феррофосфата, размер которых составляет десятки микрометров. Катодный материал начинает разделяться на частицы с разным содержанием лития. Зарядка батареи происходит на фоне возрастания электрохимического потенциала. В определённый момент он достигает предельного значения. Это приводит к ускорению высвобождения оставшихся ионов лития из катодного материала, но они уже не меняют суммарного напряжения батареи.
Если батарея не будет полностью заряжена, то на катоде останется некоторое число частиц, близких к пограничному состоянию. Они практически достигли барьера высвобождения ионов лития, но не успели его преодолеть. При разряде свободные ионы лития стремятся вернуться на место и рекомбинировать с ионами феррофосфата. Однако на поверхности катода их также встречают частицы в пограничном состоянии, уже содержащие литий. Обратный захват затрудняется, и нарушается микроструктура электрода.
В настоящее время просматриваются два пути решения проблемы: внесение изменений в алгоритмы работы системы управления батареями и разработка катодов с увеличенной площадью поверхности.

### Требования к режимам заряда/разряда
Глубокий разряд полностью выводит из строя литий-ионный аккумулятор. Также на жизненный цикл аккумуляторов влияет глубина его разряда перед очередной зарядкой и зарядка токами выше установленных производителем. Из-за низкого внутреннего сопротивления аккумулятора зарядный ток сильно зависит от напряжения на его клеммах во время зарядки. Ток зарядки зависит от разницы напряжений между аккумулятором и зарядным устройством и от сопротивления как самого аккумулятора, так и подводимых к нему проводов. Увеличение напряжения зарядки на 4 % может приводить к увеличению тока зарядки в 10 раз, что отрицательно сказывается на аккумуляторе, при недостаточном отводе тепла он перегревается и деградирует. В результате, если напряжение на аккумуляторе превысить всего на 4 %, он будет вдвое быстрее терять ёмкость от цикла к циклу.

### Старение
Литиевые аккумуляторы стареют, даже если не используются. Соответственно, нет смысла покупать аккумулятор «про запас» или чрезмерно увлекаться «экономией» его ресурса.
Оптимальные условия хранения Li-ion-аккумуляторов достигаются при 40-процентном заряде от ёмкости аккумулятора и температуре 0…10 °C.
| Температура, ⁰C | С 40%-м зарядом, % за год | Со 100%-м зарядом, % за год |
| --------------- | ------------------------- | --------------------------- |
| 0               | 2                         | 6                           |
| 25              | 4                         | 20                          |
| 40              | 15                        | 35                          |
| 60              | 25                        | 60 (40 % за три месяца)     |

### Снижение ёмкости при низких температурах
Как и в других типах аккумуляторов, разрядка в условиях низких температур приводит к снижению отдаваемой энергии, в особенности при температурах ниже 0 ⁰C. Так, снижение запаса отдаваемой энергии при понижении температуры от +20 ⁰C до +4 ⁰C приводит к уменьшению отдаваемой энергии на ~5-7 %, дальнейшее понижение температуры разрядки ниже 0 ⁰C приводит к потере отдаваемой энергии на десятки процентов. Разряд аккумулятора при температуре, не ниже указанной производителем аккумуляторов, не приводит к их деградации (преждевременному исчерпанию ресурса).
Как и для других типов аккумуляторов, одним из вариантов решения проблемы являются аккумуляторы с внутренним подогревом.

## Производители
Производство литий-ионных аккумуляторов в мире в основном сосредоточено в Японии, Южной Корее и Китае. Крупнейшими их производителями являются CATL, LG Chem, Samsung SDI и Panasonic. В России есть несколько компаний, производящих литий-ионные аккумуляторы, но работают они на импортном сырье, в основном китайском.